# Cohors V Lingonum
Die Cohors V Lingonum [Antoniniana] [Philippiana] (deutsch 5. Kohorte der Lingonen [die Antoninianische] [die Philippianische]) war eine römische Auxiliareinheit. Sie ist durch Militärdiplome, Inschriften und Ziegelstempel belegt.

## Namensbestandteile
- Cohors: Die Kohorte war eine Infanterieeinheit der Auxiliartruppen in der römischen Armee.

- V: Die römische Zahl steht für die Ordnungszahl die fünfte (lateinisch quinta). Daher wird der Name dieser Militäreinheit als Cohors quinta .. ausgesprochen.

- Lingonum: der Lingonen. Die Soldaten der Kohorte wurden bei Aufstellung der Einheit aus dem Volk der Lingonen auf dem Gebiet der römischen Provinz Gallia Belgica rekrutiert.

- Antoniniana: die Antoninianische. Eine Ehrenbezeichnung, die sich auf Caracalla (211–217) oder auf Elagabal (218–222) bezieht. Der Zusatz kommt in zwei Inschriften[1] vor.

- Philippiana: die Philippianische. Eine Ehrenbezeichnung, die sich auf Philippus Arabs (244–249) bezieht. Der Zusatz kommt in einer Inschrift[2] vor.

Da es keine Hinweise auf die Namenszusätze milliaria (1000 Mann) und equitata (teilberitten) gibt, ist davon auszugehen, dass es sich um eine Cohors quingenaria peditata, eine reine Infanterie-Kohorte, handelte. Die Sollstärke der Einheit lag bei 480 Mann, bestehend aus 6 Centurien mit jeweils 80 Mann.

## Geschichte
Die Kohorte war in den Provinzen Dacia und Dacia Porolissensis (in dieser Reihenfolge) stationiert. Sie ist auf Militärdiplomen für die Jahre 110 bis 164 n. Chr. aufgeführt.
Der erste Nachweis der Einheit in Dacia beruht auf einem Diplom, das auf 110 datiert ist. In dem Diplom wird die Kohorte als Teil der Truppen (siehe Römische Streitkräfte in Dacia) aufgeführt, die in der Provinz stationiert waren. Weitere Diplome, die auf 114 bis 164 datiert sind, belegen die Einheit in derselben Provinz (bzw. ab 117/138 in Dacia Porolissensis).
Der letzte Nachweis der Einheit beruht auf einer Inschrift, die auf 245/249 datiert ist.

## Standorte
Standorte der Kohorte in Dacia waren möglicherweise:
- Porolissum: drei Inschriften[6] und zahlreiche Ziegel[7] mit dem Stempel der Einheit wurden hier gefunden.

## Angehörige der Kohorte
Folgende Angehörige der Kohorte sind bekannt.
- Lucius Antonius Marinianus, ein Präfekt
- Publius Cominius Clemens, ein Präfekt